# Hermiswil

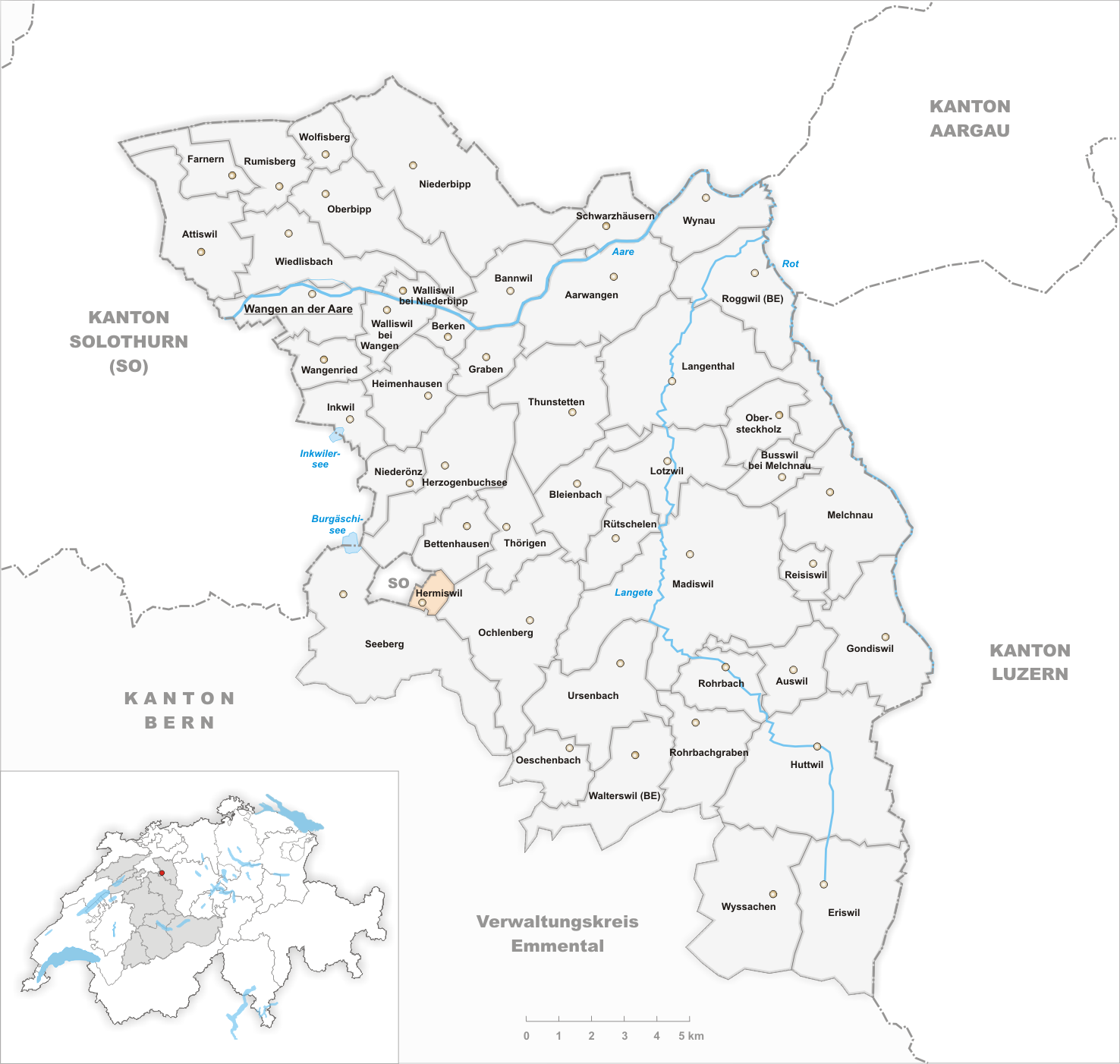
Gemeindestand vor der Fusion am 1. Januar 2016

Hermiswil ist eine Ortschaft in der politischen Gemeinde Seeberg im Schweizer Kanton Bern. Bis zum 31. Dezember 2015 war Hermiswil eine eigene politische Gemeinde im Verwaltungskreis Oberaargau. Am 1. Januar 2016 fusionierte sie zur Gemeinde Seeberg.

## Geographie
Hermiswil liegt auf 494 m ü. M., vier Kilometer südlich von Herzogenbuchsee und zehn Kilometer südwestlich der Stadt Langenthal (Luftlinie). Das kleine Bauerndorf erstreckt sich im mittleren Önztal, im Molassehügelland der Buchsiberge südlich von Herzogenbuchsee, im Oberaargau.
Die Fläche des 1,1 km² grossen ehemaligen Gemeindegebiets umfasst einen Abschnitt des Berner Mittellandes. Das Gebiet wird von Süden nach Norden von der Önz durchquert, die hier in einem rund 500 m breiten Talboden kanalisiert und begradigt wurde. Dieser Abschnitt des Önztals lag lange Zeit am Rand des eiszeitlichen Rhonegletschers und diente als Schmelzwasserrinne. Die westliche Grenze verläuft entlang dem Talrand am Fuss der Höhe von Steinhof. Nach Osten erstreckt sich der ehemalige Gemeindeboden über den steilen Waldhang von Guldisberg und Humberg bis auf den Kamm der Molassehöhe, auf dem mit 597 m ü. M. die höchste Erhebung von Hermiswil erreicht wird. Von der ehemaligen Gemeindefläche entfielen 1997 7 % auf Siedlungen, 35 % auf Wald und Gehölze, 57 % auf Landwirtschaft, und rund 1 % war unproduktives Land.
Nachbargemeinden von Hermiswil waren Bettenhausen, Ochlenberg und Seeberg im Kanton Bern sowie Steinhof im Kanton Solothurn.

## Bevölkerung
Mit 96 Einwohnern (Stand 31. Dezember 2015) gehörte Hermiswil zu den kleinsten Gemeinden des Kantons Bern. Von den Bewohnern waren im Jahr 2000 99,0 % deutschsprachig, und 1,0 % sprachen Rätoromanisch. Die Bevölkerungszahl von Hermiswil belief sich 1850 auf 155 Einwohner, 1900 noch auf 112 Einwohner. Im Verlauf des 20. Jahrhunderts nahm die Bevölkerungszahl zunächst bis 1930 auf 78 Personen ab. Seit etwa 1950 pendelt die Einwohnerzahl stets im Bereich zwischen 100 und 120 Personen.

## Politik
Die Stimmenanteile der Parteien anlässlich der Nationalratswahl 2015 betrugen: BDP 26,3 %, SVP 23,4 %, EDU 21,9 %, glp 11,4 %, SP 8,3 %, FDP 4,4 %, GPS 3,5 %, EVP 0,2 %, CVP 0,2 %.

## Wirtschaft
Hermiswil war bis in die zweite Hälfte des 20. Jahrhunderts ein vorwiegend durch die Landwirtschaft geprägtes Dorf. Noch heute haben der Ackerbau und die Viehzucht einen wichtigen Stellenwert in der Erwerbsstruktur der Bevölkerung. Einige weitere Arbeitsplätze sind im lokalen Kleingewerbe und im Dienstleistungssektor vorhanden. Verschiedene Erwerbstätige sind Wegpendler, die hauptsächlich in der Region Langenthal-Herzogenbuchsee arbeiten.

## Verkehr
Die ehemalige Gemeinde liegt an der Hauptstrasse von Burgdorf nach Langenthal. Am 12. Juni 1857 wurde die Bahnlinie von Herzogenbuchsee nach Bern eingeweiht, die direkt beim Dorf vorbeiführt, das hier jedoch nie einen Bahnhof besass. Durch eine Buslinie, welche die Strecke von Herzogenbuchsee nach Wynigen bedient, ist Hermiswil an das Netz des öffentlichen Verkehrs angebunden.

## Geschichte
Die erste urkundliche Erwähnung des Ortes erfolgte 1289 unter dem Namen Hermanswile. Später erschienen die Bezeichnungen Hermenswile (1361), Hermannswyl (1386), Hermenschwyl (1539) und Hermiswyl (1784). Der Ortsname geht auf den althochdeutschen Personennamen Hariman zurück und bedeutet somit beim Gehöft des Hariman.
Wahrscheinlich gehörte Hermiswil seit dem Mittelalter den Herren von Stein, welche unter der Oberhoheit der Kyburger standen. Durch eine Erbschaft kam das Dorf 1466 an die Stadt Solothurn. Erst mit der Unterzeichnung des Wyniger Vertrages im Jahr 1665 gelangte Hermiswil unter Berner Herrschaft und wurde der Landvogtei Wangen sowie dem Gerichtskreis Bollodingen zugeordnet. Der Ort war im 17. Jahrhundert Pferdewechselstation für Postkutschen (Gasthof «zum weissen Rössli»). Nach dem Zusammenbruch des Ancien Régime (1798) gehörte Hermiswil während der Helvetik zum Distrikt Wangen und ab 1803 zum Oberamt Wangen, das mit der neuen Kantonsverfassung von 1831 den Status eines Amtsbezirks erhielt. Hermiswil besitzt keine eigene Kirche, es gehört zur Pfarrei Herzogenbuchsee.
Per 1. Januar 2016 wurde Hermiswil nach Seeberg eingemeindet.